# Hirsotriplax
Hirsotriplax é um género de coleópteros da família Erotylidae.
O seu corpo não possui pilosidade ou pubescências.